# Конфликт в Вазиристане
Конфликт в Вазиристане — вооруженное противостояние между пуштунскими кланами Вазиристана и центральным пакистанским правительством. Конфликт можно классифицировать как гражданский, а также в связи с глобальной войной с терроризмом. Одной из причин войны стала антитеррористическая операция США в Афганистане и вытеснение лидеров Талибана и Аль-Каиды на территорию Пакистана, подконтрольную единоплеменным пуштунам.

## Предыстория
- 11 января 2001 года — пакистанские исламисты создали «Совет защиты Афганистана», главная цель которого — оказывать режиму талибов «постоянную помощь» в политической, экономической и иных важных областях[3].
- 14 сентября 2001 года — Пакистан решил оказать США поддержку в борьбе с терроризмом вскоре после терактов 11 сентября[4].
- 19 сентября 2001 года — Духовенство Пакистана пригрозило США джихадом в случае нанесения удара по Афганистану[5].
- 24 сентября 2001 года — сотни пакистанских добровольцев ежедневно отправляются в Афганистан[6].
- 26 сентября 2001 года — ЕС предоставляет Пакистану 20 миллионов евро[7].
- 11 октября 2001 года — Исламабад подтверждает прибытие в Пакистан воинского контингента США[8]. США готовятся перебросить несколько тысяч солдат на базы в Пакистане[9]. Самолёты ВВС США перебрасывают в Пакистан подразделения спецназа[10].
- 12 октября 2001 года — Президент Пакистана серьёзно подготовился к борьбе с террористами[11].
- 29 октября 2001 года — в Пакистане начался вооружённый мятеж[12].
- 30 октября 2001 года — лидер радикальных пакистанцев приехал в Афганистан для переговоров с представителями движения «Талибан»[13].
- 16 ноября 2001 года — американская авиация подвергла бомбардировке Пакистан[14].
- 21 ноября 2001 года — посол США в Индии: следующей целью ответного удара станет Пакистан[15].
- 22 ноября 2001 года — США призывает Пакистан прекратить контакты с талибами[16].
- 3 декабря 2001 года — 40 гробов с телами погибших в Афганистане американских пехотинцев доставлены на военную базу в Пакистане[17].
- 26 декабря 2001 года — в Пакистане обнаружена полутысячная группировка боевиков «Аль-Каиды»[18].
- 7 января 2002 года — Пакистан примет дополнительные меры против террористов[19].
- 22 января 2002 года — США претендуют на аренду территорий в Пакистане под военные базы[20].
- 19 февраля 2002 года — США заплатили Пакистану 80 миллионов за помощь в войне[21].
- 24 февраля 2002 года — англо-американский спецназ проводит операцию по поиску Усамы бен Ладена в индийском Кашмире[22].
- 27 февраля 2002 года — в Пакистане обстрелян самолёт ВВС США[23].
- 29 марта 2002 года — Спецназ США впервые провел антитеррористическую операцию в Пакистане[24].
- 2 апреля 2002 года — ЦРУ США: Абу Зубейда — самая крупная рыба, которую мы когда-либо ловили[25].
- 25 апреля 2002 года — журналисты The Washington Post рассекретили операции США в Пакистане[26].
- 26 апреля 2002 года — США отправили в Пакистан дополнительные подразделения[27].
- 2 мая 2002 года — в Пакистане обстреляно здание с американскими военными[28].
- 6 мая 2002 года — Бен Ладена ищет «Горный лев»[29].
- 8 мая 2002 года — теракт в Пакистане стоил жизни десяти французам[30].
- 18 мая 2002 года — в Пакистане разбился американский самолёт-разведчик[31].
- 28 июня 2002 года — Доналд Рамсфелд: «Аль-Каида» перевооружается для борьбы с американцами[32].
- 5 июля 2002 года — США подарили Пакистану пять вертолётов и два самолёта для борьбы с терроризмом[33].
- 3 сентября 2002 года — The Washington Post: Российский бизнесмен вывез из Пакистана золото «Аль-Каиды»[34].
- 14 сентября 2002 года — в Пакистане задержан главный подозреваемый в деле о терактах 11 сентября[35].
- 19 декабря 2002 года — двое американцев и канадец арестованы в Пакистане по подозрению в терроризме[36].
- 3 апреля 2003 года — в Пакистане задержаны двое террористов «Аль-Каиды»[37]. Пакистанские религиозные партии пригрозили правительству джихадом[38].
- 3 июня 2003 года — в северо-западной пограничной провинции Пакистана вводятся нормы шариата[39].
- 9 июня 2003 года — генерал Мушарраф против «талибанизации» Пакистана[40].
- 21 июня 2003 года — США начали массированную военную операцию на границе с Пакистаном[41].
- 4 июля 2003 года — в Пакистане взорвана мечеть — 44 погибших, более 50 раненых[42].
- 12 августа 2003 года — американские солдаты разбомбили пакистанский военный патруль, двое убиты[43].
- 1 октября 2003 года — американские самолёты вновь сбросили бомбы на территорию Пакистана, преследуя талибов[44].
- 2 октября 2003 года — Пакистан начал массированную армейскую операцию против талибов на границе с Афганистаном[45].
- 17 ноября 2003 года — Правительство Пакистана запретило деятельность трех религиозных партий[46].

## Первый этап войны (2004—2006)
8 января 2004 года в Пакистане началась масштабная армейская операция по ликвидации «иностранных террористов», успешное окончание которой было заявлено 28 марта 2004 года. Тем не менее, никто из лидеров террористов не был ни убит, ни захвачен в плен.
Уже летом того же года (10 июня) боевики смогли осуществить первую успешную контратаку на позиции пакистанской армии.
14 февраля 2006 года боевики провозгласили Исламский эмират Вазиристан, подчеркнув, что с пакистанской армией сражаются не иностранные боевики, а местное население.
В марте 2006 года вспыхнули ожесточенные бои за города Мираншах и Мир-Али в Северном Вазиристане.
5 сентября 2006 года — перемирие между пакистанскими талибами и правительством Пакистана.

## Возобновление войны, второй фронт в долине Сват (2007—2009)

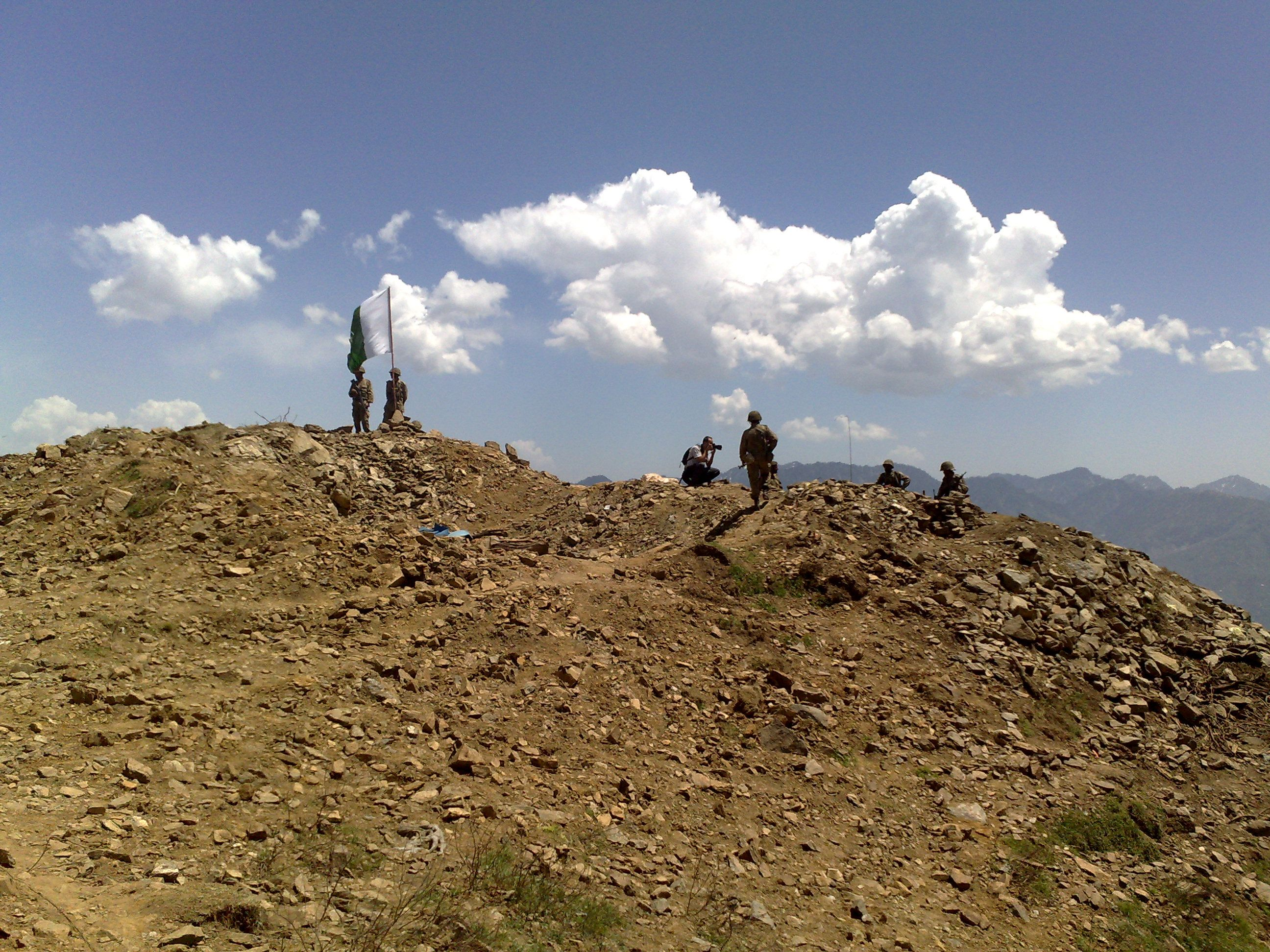
Пакистанские десантники в долине Сват, 2009.

16 января 2007 года пакистанская армия на границе с Афганистаном разбомбила лагерь «Аль-Каиды». Ожесточенные бои продолжались и 30 марта, когда в столкновениях с боевиками «Аль-Каиды» в Пакистане погибли более 50 человек.. В конце года 5 тысяч пакистанских талибов под предводительством муллы Файзуллы открыли новый фронт в регионе Сват. 20-тысячной группировкой пакистанской армии в этом районе командовал генерал-майор Нассер Джанджуа. В самом начале 2008 года талибы нанесли пакистанской армии ощутимое поражение в сражении за Сарарогу. Помимо непосредственных боестолкновений в тылу пакистанской армии талибы осуществляли ряд диверсий и терактов. В войну с талибами на территории Пакистана вступила армия США, в сентябре 2008 года была проведена масштабная операция на северо-западе Пакистана. В ночь на 7 декабря 2008 года около 30 боевиков напали на терминал НАТО в Пешаваре и сожгли 62 грузовика. Ожесточенные бои с талибами имели место и в первой половине 2009 года (особенно в феврале), после чего вновь было заключено кратковременное перемирие, выгодное талибам.

## Четвёртое наступление (2009)
17 октября 2009 года в Южном Вазиристане пакистанские военные начали антитеррористическую операцию «Путь освобождения». По оценкам, приведённым представителем пакистанского генштаба, за несколько дней Южный Вазиристан покинули около 100 тыс. жителей. За первые сутки боев по данным пакистанских военных было убито 60 боевиков, 5 солдат погибло, 11 получили ранения. Ударная группировка армии насчитывала 28 тысяч человек, ей противостояло 10-12 тыс. мехсудовских талибов и некоторое количество иностранных боевиков, главным образом узбекских. Основные цели операции это взятие опорных центров пакистанских талибов — городов Макиин и Ладха, а также убийство руководства мехсудовских талибов. На 19 октября талибы контролировали половину территории Южного Вазиристана, армия Пакистана вела наступление по трем фронтам. 19 октября с переменным успехом шли бои за город Коткай.

## Американо-талибское противостояние в Пакистане

### 2009
- 1 января 2009 года — Пакистанские спецслужбы обвинили США в новом ударе по Вазиристану[65].
- 2 января 2009 года — Пакистан временно открыл путь снабжения коалиции НАТО в Афганистане[66].
- 3 января 2009 года — В Пакистане арестован высокопоставленный член движения «Талибан»[67].
- 5 января 2009 года — В Пакистане талибы казнили «американских шпионов»[68].
- 7 января 2009 года — Афганские талибы убили троих пакистанских полицейских[69].
- 9 января 2009 года — В Пакистане ракетой ЦРУ США уничтожены два высокопоставленных члена «Аль-Каиды»[70].
- 11 января 2009 года — При нападении боевиков на пакистанских военных погибли шестеро солдат[71].
- 19 января 2009 года — Талибы взорвали четыре школы в Пакистане[72].
- 20 января 2009 года — Талибы казнили шестерых американских «шпионов»[73].
  - Пакистанские военные убили 60 боевиков на границе с Афганистаном[74].
- 22 января 2009 года — Пакистанские талибы пригрозили взорвать автобусы с музыкой[75].
- 23 января 2009 года — В результате авиаудара по Северному Вазиристану убиты 10 боевиков[76].
- 28 января 2009 года — США продолжат наносить ракетные удары по Пакистану[77]. Талибы взорвали школу и шесть жилых домов в Пакистане[78].
- 1 февраля 2009 года — В Пакистане при столкновении талибов с армией погибли 43 мирных жителя[79].
- 3 февраля 2009 года — В Пакистане боевики взорвали мост, лишив продовольствия афганские войска НАТО[80]. В Пакистане убиты 35 боевиков[81].
- 4 февраля 2009 года — Пакистанские талибы захватили 30 полицейских[82].
- 5 февраля 2009 года — Число жертв теракта у пакистанской мечети возросло до 30 человек[83].
- 6 февраля 2009 года — Пакистанские военные уничтожили 52 боевика[56].
- 11 февраля 2009 года — Теракт в Пакистане — около 10 раненных[84].
- 16 февраля 2009 года — Авиаударом США в Пакистане уничтожены 10 талибов[85]. Власти Пакистана согласны на введение законов шариата в долине Сват[86].
- 21 февраля 2009 года — Пакистанские власти договорились с талибами о прекращении огня в долине Сват[87].
- 22 февраля 2009 года — Пакистанских крестьян вооружат винтовками для борьбы с боевиками[88].
- 23 февраля 2009 года — Американские советники секретно обучают пакистанскую армию[89].
- 26 февраля 2009 года — Директор ЦРУ пообещал продолжить воздушные удары в Пакистане[90].
- 1 марта 2009 года — США вновь нанесли авиаудар по позициям боевиков в Пакистане[91].
- 5 марта 2009 года — Пакистанские исламисты взорвали мавзолей[92].
- 9 марта 2009 года — США увеличат число воздушных ударов по Пакистану[93].
- 12 марта 2009 года — В долине Сват заработали суды шариата[94].
- 14 марта 2009 года — Американский БПЛА нанес удар по лагерю талибов в Пакистане[95].
- 15 марта 2009 года — Боевики подожгли грузовой терминал НАТО в Пешаваре[96].
- 16 марта 2009 года — ВВС США вновь нанесли ракетный удар по пакистанской территории[97].
- 23 марта 2009 года — Пакистан отказался воевать с террористами бесплатно, выделенных при предыдущем президенте $10 млрд оказалось недостаточно[98]. В Исламабаде взорван полицейский участок[99].
- 27 марта 2009 года — При взрыве в пакистанской мечети погибли 45 человек[100].
- 28 марта 2009 года — Пакистанская разведка продолжает поддерживать боевиков[101].
- 29 марта 2009 года — В Пакистане талибы захватили в плен 11 полицейских[102].
- 31 марта 2009 года — Талибы взяли на себя ответственность за теракт в Лахоре[103].
- 1 апреля 2009 года — Глава Центрального командования ВС США не исключает военных действий американцев в Пакистане[104].
- 3 апреля 2009 года — В Пакистане боевики сожгли 9 грузовиков НАТО[105].
- 5 апреля 2009 года — ВВС США уничтожили 13 человек на территории Пакистана.[106] Террорист-смертник взорвал себя на пропускном пункте в Исламабаде.[107] В Пакистане попытались взорвать мечеть с тысячей шиитов.[108]
- 7 апреля 2009 года — Пакистан потребовал «безусловной» помощи в борьбе с терроризмом.[109]
- 12 апреля 2009 года — Пакистанские боевики сожгли 11 грузовиков НАТО.[110]
- 18 апреля 2009 года — Смертник врезался в военный конвой в Пакистане.[111]
- 20 апреля 2009 года — ВВС Пакистана нанесли удар по боевикам талибов.[112]
- 23 апреля 2009 года — Хиллари Клинтон: Пакистан потакает талибам, народ должен выступить против правительства.[113]
- 29 апреля 2009 года — Пакистанская армия выбила талибов из Дагара.[114]
- 1 мая 2009 года — В Пакистане талибы взяли в заложники десять солдат.[115]
- 2 мая 2009 года — Боевики напали на армейский блокпост в Пакистане — погибли 15 человек.[116] В ходе военной операции в Пакистане уничтожено 55 талибов.[117]
- 4 мая 2009 года — Пакистанская армия уничтожила 90 талибов.[118]
- 5 мая 2009 года — США встревожены «талибанизацией» Пакистана.[119]
- 6 мая 2009 года — Под давлением США Пакистан начал операцию против талибов в долине реки Сват.[120] В Пакистане армия уничтожила 27 талибов. В центре боев оказался сиротский приют.[121]
- 8 мая 2009 года — Около 160 талибов и трое военных убиты за сутки боев в Пакистане.[122]
- 9 мая 2009 года — Из пакистанской долины Сват бежали 500 тысяч жителей[123]. Пакистанские военные пытаются восстановить контроль над административным центром провинции Сват.
- 11 мая 2009 года — В Пакистане убиты 700 талибов за четыре дня.[124]
- 12 мая 2009 года — Беспилотник ЦРУ обстрелял территорию Пакистана.[125]
- 14 мая 2009 года — США предоставили Пакистану собранные беспилотниками разведданные.[126]
- 15 мая 2009 года — Палата представителей США выделила 70 миллиардов долларов на войны.[127] В Пакистане были уничтожены 55 талибов.[128]
- 16 мая 2009 года — Беспилотник ЦРУ нанес авиаудар по территории Пакистана.[129]
- 17 мая 2009 года — Власти Пакистана пообещали продолжить наступление на позиции талибов и за пределами долины реки Сват.[130]
- 21 мая 2009 года — Пакистанский смертник подорвал на рынке четырёх человек.[131]
- 23 мая 2009 года — Пакистанская армия блокировала и начала уличные бои за город Мингора в долине Сват. Сообщается о гибели 17 боевиков. С 6 мая погибло более 1000 талибов и более 50 солдат. 15000 пакистанских ВС противостоит 4000-5000 талибов.[132]
- 28 мая 2009 года — В разных городах Пакистана произошла серия взрывов. Более 10 человек погибли, сотни получили ранения.[133]
- 30 мая 2009 года — Армия Пакистана выбила талибов из наиболее важного города долины Сват, Мингоры. В настоящее время на её окраинах остаются очаги сопротивления. Взятие Мингоры, однако, не может быть подтверждено журналистами, которых не пускают пакистанские военные. В то же время о полном контроле долины Сват говорить не приходится.[134] В ходе вооружённых действий погибло около 1200 боевиков и, по меньшей мере, 80 военнослужащих правительственных войск.[135]
- 1 июня 2009 года — Талибам удалось захватить в заложники около 400 курсантов военного училища, их преподавателей и родственников, напав на автоколонну из 30 транспортных средств.[136]
- 5 июня 2009 года — В Пакистане в результате взрыва в мечети погибли 32 человека.[137]
- 9 июня 2009 года — Пакистан: бои с талибами продолжаются. Как сообщили представители местных властей, по меньшей мере 1200 обитателей Верхнего Дира, вступивших в отряды гражданской милиции Лашкар, уничтожили 14 террористов и подожгли 20 домов, принадлежащих талибам. Акция произведена в отместку за взрыв в местной мечети. Вооружённое противостояние продолжается третий день.[138]
- 10 июня 2009 года — Теракт в отеле города Пешавар. Погибло по меньшей мере 15 человек. Ещё 70 — были ранены.[139]
- 21 июня 2009 года — пакистанская армия приступила к активным действиям в провинции — Южный Вазиристан.[140]
- 24 июня 2009 года — Жертвами налета американского беспилотника в Пакистане стали 45 боевиков.[141]
- 25 июня 2009 года — На северо-западе Пакистана боевики «Талибана» подорвали школу для девочек.[142]
- 27 июня 2009 года — В Карачи убиты 5 боевиков.[143]
- 28 июня 2009 года — Пакистан объявил награду за голову лидера талибов.[144]
- 29 июня 2009 года — Нападение на армейский конвой в Северном Вазиристане 12 убитых и 10 раненых солдат также погибли 10 боевиков.[145]
- 7 августа 2009 года — Пакистанский «Талибан» подтвердил гибель своего лидера.[146]
- 11 августа 2009 года — Беспилотники США снова обстреляли пакистанских талибов: 9 человек погибли, 11 ранены.[147]
- 26 августа 2009 года — Пакистанские талибы нашли замену убитому лидеру.[148]
- 30 августа 2009 года — Террорист-смертник подорвался в Пакистане — 12 человек погибли.[149]
- 31 августа 2009 года — В долине Сват уничтожено 45 талибов.[150]
- 2 октября 2009 года — В Пакистане убит лидер узбекских исламистов Тахир Юлдашев.[151]
- 16 октября 2009 года в городе Пешавар на территории полицейского участка взорвана бомба, 11 человек погибли.[152]
- 17 октября 2009 года — Пакистан начал масштабное наступление против талибов.[153]
- 18 октября 2009 года — Пакистанские военные уничтожили 60 талибов.[154]
- 24 октября 2009 года — Армия Пакистана взяла под контроль позиции талибов.[155]
- 12 декабря 2009 года — В Пакистане уничтожен оперативный руководитель «Аль-Каиды».[156]
- 15 декабря 2009 года — в результате двух взрывов в Пакистане погибло по крайней мере 13 человек, ещё около 40 получили ранения.
- 28 декабря 2009 года — террорист-смертник взорвал себя на центральной улице Карачи, когда там проходила многотысячная процессия мусульман-шиитов, отмечавших шиитский траур Ашура. Погибли 43 и ранены свыше 60 человек.
- 29 декабря 2009 года -Теракт в пакистанском Карачи спровоцировал массовые погромы.[157]

### 2010
- 16 января 2010 года — Лидер пакистанских талибов ранен при бомбардировке Пасалкота.[158]
- 24 января 2010 года — Талибы казнили в «зоне племен» шестерых человек, обвинив их в шпионаже.[159]
- 30 января 2010 года — В Пакистане беспилотник США уничтожил девять боевиков.[160]
- 19 февраля 2010 года — В Пакистане убит брат одного из лидеров «Талибана».[161]
- 22 февраля 2010 года — В Пакистане захвачен один из 10 самых разыскиваемых лидеров «Талибана».[162]
- 4 марта 2010 года — Пакистанские военные уничтожили до 30 талибов на границе с Афганистаном.[163]
- 8 марта 2010 года — В Пакистане заявили об аресте террориста из США, снявшегося в роликах с угрозами.[164]
- 12 марта 2010 года — В Пакистане смертники на мотоциклах взорвали армейскую автоколонну: десятки погибших и раненых.[165]
- 1 апреля 2010 года — На северо-западе Пакистана уничтожены 28 боевиков. Тысячи мирных жителей бежали из зоны боевых действий.[166]
- 3 апреля 2010 года — Бой на афгано-пакистанской границе — солдаты уничтожили 30 боевиков.[167]
- 12 апреля 2010 года — В Пакистане войска уничтожили более 40 боевиков, напавших на блокпост.[168]
- 18 апреля 2010 года — Очередной теракт на северо-западе Пакистана — семеро погибших.[169]
- 9 мая 2010 года — Американский беспилотник в Пакистане открыл огонь по селению — 10 убитых.[170]
- 11 мая 2010 года — Американские беспилотники уничтожили более 20 талибов в Пакистане.[171]
- 17 мая 2010 года — Пентагон не стал отказываться от помощи шпионов-нелегалов в Пакистане.[172]
- 9 июня 2010 года — 40 талибов убиты на границе Пакистана с Афганистаном.
- 10 июня 2010 года — три человека стали жертвами авиаудара американского БПЛА в Пакистане.
- 11 июня 2010 года — девять боевиков-талибов убиты при атаке американских беспилотников.
- 17 июня 2010 года — не менее 8 военных погибли при столкновении с боевиками на северо-западе Пакистана.
- 19 июня 2010 года — жертвами авиаудара беспилотника США в Пакистане стали 13 человек.
- 26 июня 2010 года — четыре боевика убиты при налёте американского беспилотника.
- 29 июня 2010 года — шесть человек погибли при авиаударе беспилотника США.
- 22 июля 2010 года — в боестолкновении на северо-западе Пакистана убиты более 30 боевиков[173].
- 25 июля 2010 года — жертвами удара американского беспилотника стали 7 человек[174].
- 14 августа 2010 года — американский БПЛА уничтожили 12 предполагаемых боевиков в Пакистане[175].
- 22 августа 2010 года — жертвами удара американского беспилотника стали 6 человек[176].
- 23 августа 2010 года — число жертв двух терактов в Пакистане достигло 25 человек[177].
- 3 сентября 2010 года — в результате взрыва на проводившемся в рамках международного дня поддержки палестинцев митинге в Кветте погибли 54 и получили ранения 197 человек. Ответственность за организацию теракта взяли на себя пакистанские талибы[178].
- 5 сентября 2010 года — пять боевиков уничтожены в Пакистане при ракетном обстреле.
- 6 сентября 2010 года — двое боевиков уничтожены беспилотниками США в Пакистане.
- 8 сентября 2010 года — беспилотник США уничтожил четырёх боевиков.
- 12 сентября 2010 года — четыре человека уничтожены американским ракетным ударом на севере Пакистана.
- 14 сентября 2010 года — жертвами авиаудара США в Пакистане стали 10 человек[179].
- 5 октября 2010 года — беспилотник США уничтожил восемь немцев-террористов.
- 7 октября 2010 года — американские беспилотники уничтожили в Пакистане 11 боевиков[180].
- 8 октября 2010 года — американские беспилотники нанесли удары по жилым домам в Пакистане, девять человек убиты[181].
- 10 октября 2010 года — в Пакистане шесть беженцев стали жертвами ракетного обстрела[182].
- 13 октября 2010 года — беспилотники США уничтожили 11 предполагаемых боевиков в Пакистане[183].
- 5 ноября 2010 года — террорист-смертник взорвал себя в мечети во время пятничной молитвы в пакистанском городе Дарра-Адам-Хель. Погибли не менее 50 и были ранены свыше 100 человек[184].
- 11 ноября 2010 года — в Карачи возле здания полиции взорвался заминированный грузовик. Погибли около 20, ранены свыше 100 человек[185].
- 16 ноября 2010 года — пять человек погибли при ракетном ударе в Пакистане.
- 21 ноября 2010 года — беспилотник США атаковал территорию Северного Вазиристана. Погибло, как минимум, шесть человек[186].
- 26 ноября 2010 года — в результате обстрела в Пакистане убиты трое боевиков.
- 17 декабря 2010 года — число жертв обстрела в Пакистане достигло 54 человек.
- 27 декабря 2010 года — американский беспилотник уничтожил 15 боевиков в Северном Вазиристане.
- 31 декабря 2010 года — беспилотник США убил 8 боевиков на северо-западе Пакистана.

### 2011
- 1 января 2011 года — американцы уничтожили как минимум 14 пакистанцев.
- 12 января 2011 года — взрыв в Пакистане унёс жизни 18 человек.
- 23 января 2011 года — в Пакистане при авиаударе американского БПЛА уничтожены четыре боевика.
- 4 февраля 2011 года — пакистанские военные уничтожили более сотни боевиков.
- 5 февраля 2011 года — талибы казнили четырёх палестинцев за шпионаж в пользу США[187].
- 21 февраля 2011 года — в Пакистане из-за ракетной атаки американского беспилотника погибли 7 человек[188].
- 6 марта 2011 года — пакистанская армия уничтожила базу боевиков на северо-западе страны.
- 9 марта 2011 года — террорист-смертник взорвал себя в пригороде Пешавара, когда там проходили похороны жены одного из активистов организации, борющейся с Талибаном. Погибли до 40 человек, ранены более 60[189].
- 11 марта 2011 года — в результате авиаударов в Пакистане убиты 5 боевиков.
- 13 марта 2011 года — семь боевиков погибли при атаке двух беспилотников в Пакистане.
- 17 марта 2011 года — в Пакистане ударом беспилотника США убиты 8 боевиков.
- 21 марта 2011 года — талибы застрелили четверых человек, обвинённых
- 3 апреля 2011 года — два террориста-смертника взорвали себя в религиозном комплексе в городе Дара Гази Хан, когда там проходили религиозные празднования. Не менее 41 человека погибли, более 100 были ранены[190].
- 22 апреля 2011 года — не менее 25 человек убито в Пакистане при налёте беспилотников США[191].
- 2 мая 2011 года — в Пакистане был убит основатель «Аль-Каиды» Усама бен Ладен.
- 8 мая 2011 года — в результате взрыва в Пакистане погибли 2 человека.
- 10 мая 2011 года — при взрыве у здания суда в Пакистане погибли два человека.
- 12 мая 2011 года — в результате авиаудара американского беспилотника убиты пять человек.
- 22-23 мая 2011 года — атака террористов на базу ВМС Пакистана в Карачи
- 31 мая 2011 года — ВС Пакистана нанесли авиаудар по талибам, 11 боевиков убиты.
- 6 июня 2011 года — беспилотник США уничтожил шесть боевиков в Пакистане.
- 9 июня 2011 года — при атаке боевиков на КПП в Пакистане погибли не менее 20 человек[192].
- 17 июня 2011 года — на северо-западе Пакистана уничтожены 11 боевиков[193].
- 20 июня 2011 года — в результате ударов беспилотника США в Пакистане погибли 7 человек[194].
- 7 июля 2011 года — не менее 40 боевиков уничтожены в Пакистане в ходе армейской операции[195].
- 12 июля 2011 года — беспилотник США уничтожил 10 предполагаемых боевиков в Пакистане[196].
- 10 августа 2011 года — США обстреляли северо-запад Пакистана, были убиты семь предполагаемых боевиков.
- 16 августа 2011 года — в результате ударов американских беспилотников погибли 4 человека.
- 21 августа 2011 года — талибы убили двух армейских солдат и ранили семерых.
- 30 сентября 2011 года — более 30 рабочих захвачены боевиками.
- 13 октября 2011 года — в Пакистане погибли три человека в результате беспилотника США.
- 15 октября 2011 года — четверо боевиков убиты в результате атаки беспилотника США в Пакистане.
- 16 октября 2011 года — беспилотник США уничтожил трёх египетских боевиков-наёмников в Пакистане[197].
- 27 октября 2011 года — американский беспилотник уничтожил 5 талибских командиров в Пакистане[198].
- 30 октября 2011 года — беспилотник США уничтожил шестерых предполагаемых боевиков в Пакистане.
- 15 ноября 2011 года — 6 боевиков убиты на северо-западе Пакистана в результате ракетного удара.
- 16 ноября 2011 года — более 16 человек погибло в Пакистане при налёте беспилотника США[199].
- 17 ноября 2011 года — американский беспилотник уничтожил семь боевиков в Пакистане[200].

### 2012
- 10 января 2012 года — в Пакистане прогремел взрыв, погибли как минимум 15 человек[201].
- 11 января 2012 года — американский беспилотник уничтожил трёх боевиков в Пакистане[202].
- 12 января 2012 года — в Пакистане в результате ракетного удара американского беспилотника уничтожены четверо боевиков.
- 15 января 2012 года — лидер пакистанских талибов Хакимулла Мехсуд ранен в результате американского авиаудара[203].
- 31 января 2012 года — около 25 боевиков и 7 военных погибли в бою на северо-западе Пакистана[204].
- 1 февраля 2012 года — не менее 13 человек погибли в Пакистане при ударе беспилотника США[205].
- 3 февраля 2012 года — при нападении на блокпост в Пакистане погибли 7 военных и 18 боевиков[206].
- 8 февраля 2012 года — американский беспилотник уничтожил 8 талибов в Пакистане[207].
- 16 февраля 2012 года — американский беспилотник уничтожил 5 боевиков в Пакистане[208].
- 17 февраля 2012 года — не менее 10 человек погибли в результате теракта в Пакистане[209].
- 25 февраля 2012 года — в Пакистане разбился американский беспилотный самолёт[210].
- 1 марта 2012 года — авиация Пакистана уничтожила 18 боевиков на границе с Афганистаном[211].
- 9 марта 2012 года — на северо-западе Пакистана американский беспилотник уничтожил 12 боевиков[212].
- 13 марта 2012 года — жертвами ударов беспилотника в Пакистане стали командиры боевиков.
- 30 марта 2012 года — в результате удара беспилотника в Пакистане погибли три человека[213].
- 29 апреля 2012 года — в Пакистане уничтожены пять предполагаемых экстремистов[214].
- 4 мая 2012 года — смертник подорвался в Пакистане, 11 человек погибли[215].
- 5 мая 2012 года — американские беспилотники уничтожили шестерых боевиков на территории Пакистана.
- 7 мая 2012 года — в Пакистане боевики убили 11 военных[216].
- 23 мая 2012 года — четыре человека убиты в Пакистане в результате ракетной атаки американского беспилотника.
- 24 мая 2012 года — 10 человек убиты в результате удара беспилотника США[217].
- 27 мая 2012 года — четыре боевика убиты в Пакистане в результате удара беспилотника США[218].
- 28 мая 2012 года — около 5 человек убиты в Пакистане в результате удара беспилотника США.
- 2 июня 2012 года — в результате удара беспилотников США погибли по меньшей мере четыре человека.
- 4 июня 2012 года — 16 человек убиты в Пакистане в результате удара беспилотника США[219].
- 28 июня 2012 года — не менее 7 военнослужащих погибли в Пакистане при взрыве мины.
- 1 июля 2012 года — не менее шести человек убиты в Пакистане при ударе беспилотника США.
- 6 июля 2012 года — по меньшей мере 20 человек погибли в результате налёта авиации ЦРУ США на северо-запале Пакистана.
- 18 июля 2012 года — жертвами теракта в Пакистане стали 13 человек[220].
- 23 июля 2012 года — американские беспилотники уничтожили 11 боевиков в Пакистане.
- 25 июля 2012 года — в Пакистане убит полевой командир талибов.
- 26 июля 2012 года — мощный взрыв прогремел в Пакистане, погибли 8 человек, более 20 ранены[221].
- 29 июля 2012 года — американские беспилотники уничтожили группу боевиков в Пакистане.
- 14 августа 2012 года — не менее 25 человек убиты в бою между пакистанской армией и боевиками[222].
- 18 августа 2012 года — американские беспилотники уничтожили шестерых боевиков на северо-западе Пакистана.
- 19 августа 2012 года — не менее 10 боевиков уничтожены за сутки в Пакистане беспилотником США.
- 24 августа 2012 года — американский беспилотник шестью ракетами уничтожил 12 боевиков в Пакистане.
- 25 августа 2012 года — один из лидеров «сети Хаккани» уничтожен в Пакистане в результате удара авиации ЦРУ США[223].
- 10 сентября 2012 года — не менее 10 человек погибли при теракте на северо-западе Пакистана[224].
- 22 сентября 2012 года — в Пакистане беспилотник США убил троих боевиков.
- 1 октября 2012 года — в Пакистане беспилотники США убили трёх боевиков.
- 10 октября 2012 года — беспиотники США в Пакистане убили пять талибов.
- 11 октября 2012 года — не менее восьми человек погибли при взрыве в Пакистане[225].
- 5 декабря 2012 года — трое солдат погибли в результате атаки смертников на военный лагерь в Пакистане.
- 6 декабря 2012 года — американский беспилотник уничтожил троих талибов в Пакистане.
- 21 декабря 2012 года — американский беспилотник разбился на северо-западе Пакистана.
- 31 декабря 2012 года — как минимум 14 человек погибли при авиаударе в Пакистане[226].

### 2013
- 3 января 2013 года — беспилотник США уничтожил главу пуштунской группировки Мухаммада Назира[227].
- 7 января 2013 года — американские беспилотники нанесли удары по северо-западу Пакистана, погибли 18 человек[228].
- 10 января 2013 года — серия террористических актов в Пакистане. В результате терактов погибло более 100 человек и ранено свыше 200 человек[229].
- 13 января 2013 года — два теракта в Пакистане унесли жизни не менее 17 военных[230].
- 26 января 2013 год-— более 40 человек убито в столкновении между боевиками в Пакистане[231].
- 31 января 2013 года — при взрыве бомбы в Пакистане погибли двое врачей.
- 2 февраля 2013 года — в Пакистане в результате теракта убиты более 30 человек[232].
- 16 февраля 2013 года — теракт в Хазаре. В общей сложности погибли по меньшей мере 84 человека и 190 получили ранение.
- 2 марта 2013 года — известный пакистанский журналист Мехмуд Джан Африди убит боевиками на юго-западе Пакистана[233].
- 24 марта 2013 года — не менее 17 военнослужащих погибли в Пакистане при атаке смертника[234].
- 29 марта 2013 года — в результате атаки смертника на северо-западе Пакистана погибли шесть человек.
- 17 апреля 2013 года — в Пакистане беспилотник США уничтожил пять боевиков «Талибана»[235].
- 29 мая 2013 года — на северо-западе Пакистана американский беспилотник уничтожил четырёх боевиков[236].
- 8 июня 2013 года — на северо-западе Пакистана восемь человек убиты в результате удара беспилотника ЦРУ США[237].
- 22 июня 2013 года — стрельба в Кашмире. В результате вооружённого нападения погибло одиннадцать человек.
- 3 июля 2013 года — беспилотник США уничтожил в Пакистане около 16 предполагаемых боевиков[238].
- 14 июля 2013 года — в Пакистане жертвами удара беспилотника США стали три человека[239].
- 29 июля 2013 года — в результате ударов беспилотников США по Пакистану погибли шесть человек[240].
- 30 июля 2013 года — не менее 12 человек погибли при нападении на тюрьму в Пакистане[241].
- 22 августа 2013 года — в Пакистане при взрыве бомбы погиб командир «Аль-Каиды»[242].
- 27 августа 2013 года — в Пакистане боевики напали на казарму, погибли пять человек.
- 31 августа 2013 года — в Пакистане четыре человека погибли при ударе беспилотника США.
- 1 сентября 2013 года — девять военных погибли при взрыве бомбы на севере Пакистана[243].
- 22 сентября 2013 года — теракт в Пешаваре. Погибли 82 человека, 130 ранены[244].
- 6 октября 2013 года — в Пакистане трое военных погибли при взрыве фугаса[245].
- 1 ноября 2013 года — лидер пакистанских талибов Хакимулла Мехсуд скончался в результате атаки американского беспилотника на город Мираншах[246].
- 7 ноября 2013 года — Новым лидером пакистанских талибов стал Мулла Фазлулла[247].
- 20 ноября 2013 года — смертник совершил теракт на военном блокпосту в Пакистане. Погибли, по меньшей мере, трое военных, ранения получили семеро[248].
- 19 декабря 2013 года — в Пакистане в ходе столкновений уничтожены 23 боевика[249].
- 26 декабря 2013 года — на северо-западе Пакистана погибли 4 человека в результате удара беспилотника США[250].

### 2014
- 17 февраля 2014 года — 23 пленных пакистанских пограничника казнены талибами[251].
- 24 февраля 2014 года — теракт у посольства Ирана в пакистанском Пешеваре. Погибли, как минимум, два человека, около 10 ранены[252].
- 25 февраля 2014 года — армия Пакистана убила по меньшей мере 27 террористов[253].
- 8 мая 2014 года — в Пакистане атакован конвой силовиков. По меньшей мере восемь человек погибли, ещё четверо получили ранения.
- 21 мая 2014 года — не менее 80 боевиков убиты на северо-западе Пакистана[254].
- 29 мая 2014 года — двое военных погибли при взрыве на северо-востоке Пакистана.
- 11 июня 2014 года — несколько боевиков убиты в Пакистане при атаке беспилотника США.
- 12 июня 2014 года — американский беспилотник уничтожил 16 боевиков в Пакистане[255].
- 15 июня 2014 года — ВВС Пакистана уничтожили несколько десятков боевиков на северо-западе Пакистана[256].
- 16 июня 2014 года — в результате взрыва погибли не менее пяти пакистанских военных.
- 20 июня 2014 года — ВВС Пакистана провели спецоперацию, 50 боевиков уничтожены[257].
- 22 июня 2014 года — ВВС Пакистана уничтожили более 30 боевиков[258].
- 25 июня 2014 года — в ходе спецоперации в Пакистане убиты почти 50 боевиков.
- 28 июня 2014 года — ВВС Пакистана в ходе спецоперации убили 17 боевиков[259].
- 29 июня 2014 года — в пакистанской «зоне племён» убиты 16 боевиков[260].
- 30 июня 2014 года — в ходе антитеррористической операции ВС Пакистана убиты 15 боевиков.
- 2 июля 2014 года — в пакистанской «зоне племён» убиты десять боевиков.
- 8 июля 2014 года — в Пакистане убиты 13 боевиков.
- 9 июля 2014 года — на северо-западе Пакистана убиты 11 боевиков.
- 23 июля 2014 года — в пакистанской «зоне племён» убиты 13 боевиков.
- 9 сентября 2014 года — армия Пакистана убила шесть боевиков.
- 10 сентября 2014 года — на северо-западе Пакистана убиты 35 боевиков.
- 16 сентября 2014 года — армия Пакистана в ходе спецоперации убила 15 боевиков[261].
- 23 сентября 2014 года — три человека погибли в результате теракта в пакистанском Пешеваре.
- 28 сентября 2014 года — более 20 боевиков убиты на северо-западе Пакистана[262].
- 2 октября 2014 года — в Пакистане взорвался автобус, погибли семь человек[263].
- 5 октября 2014 года — в Пакистане ударом беспилотника убиты пять боевиков.
- 16 октября 2014 года —в Пакистане убито более 20 боевиков[264].
- 27 октября 2014 года — ВВС Пакистана убили более 30 боевиков на северо-западе Пакистана[265].
- 30 октября 2014 года — американский беспилотник убил четырёх боевиков на пакистано-афганской границе.
- 16 декабря 2014 года — теракт в Пешаваре. В ходе атаки погибло 145 человек, из которых большую часть составили школьники в возрасте от 10 до 18 лет[266].
- 18 декабря 2014 года — ВВС Пакистана уничтожили почти 60 талибов в ответ на атаку в Пешаваре[267].
- 26 декабря 2014 года — Пакистанские силовики убили ключевого командира пакистанского крыла террористического движения «Талибан», организовавшего нападение на школу в Пешаваре[268].
- 27 декабря 2014 года — более 20 боевиков уничтожены в ходе операции ВВС Пакистана[269].

### 2015
- 4 января 2015 года — в Пакистане убиты семь боевиков[270].
- 10 января 2015 года — в интернете появилось видео, где бывший представитель группировки «Техрик-е Талибан Пакистан» Абу Умар Макбуль (известный как Шахидуллах Шахид) объявил, что несколько подразделений талибов объединяются под руководством Хафиза Саида Хана из Орказая и присягают Абу Бакру аль-Багдади, лидеру ИГ. В видео на арабском с субтитрами на пушту объявляется присяга некоторых отрядов, а также демонстрируется отрубание головы пакистанскому военному. По сообщению, лидер пакистанских талибов Мулла Фазлуллах не присягнул на верность ИГ, так как в настоящее время находится в бегах в связи с продолжающимися военными действиями на Севере Вазиристана, направленными на искоренение его группировки.
- 15 марта 2015 года — Два взрыва в пакистанском Лахоре унесли 14 жизней, не считая двух террористов-смертников. Более 70 человек получили ранения.
- 26 марта 2015 года — боевики обстреляли ракетами полицейский автомобиль в округе Лоралай провинции Белуджистан, в результате чего погибли пять сотрудников полиции.
- 27 марта 2015 года — в Карачи террористы взорвали заминированный мотоцикл рядом с автобусом, перевозившим полицейских. В результате теракта пострадали 10 человек.
- 7 апреля 2015 года — боевики, в феврале похитившие из автобуса в Афганистане 31 человека, обезглавили одного заложника.
- 13 мая 2015 года — По меньшей мере 41 человек погиб и ещё 20 получили ранения в результате обстрела автобуса в городе Карачи на юге Пакистана[271].
- 9 июля 2015 года — Шахидуллах Шахид, лидер «Исламского государства» в Афганистане, был убит в провинции Нангархар вместе с 5 боевиками во время атаки беспилотников. Заместитель командира ИГ Гуль Заман также погиб во время удара[272].
- 16 августа 2015 года — теракт в Аттоке: в результате взрывов погибли министр и, по крайней мере, 18 человек.
- 1 сентября 2015 года — на северо-западе Пакистана произошёл теракт, семь человек погибли, 40 ранены[273].
- 18 сентября 2015 года — при нападении боевиков на авиабазу в Пакистане погибли 29 человек[274].
- 22 октября 2015 года — Жертвами взрыва в шиитской мечети на юго-востоке Пакистана стали как минимум 10 человек, в том числе шестеро детей. Ещё около 20 получили ранения[275].
- 24 октября 2015 года — В Пакистане совершён теракт, погибли 14 человек.
- 13 декабря 2015 года — На рынке в пакистанском городе Парачинар произошёл взрыв. В результате погибли 17 человек, более 55 ранены[276]
- 29 декабря 2015 года — Теракт в Пакистане: 12 человек убиты, 25 ранены[277].

### 2016
- 20 января 2016 года — нападение на Университет имени Бачи Хана. В результате атаки погибли 26 человек: в основном студенты и профессор химии. Ранены более 20. Двое нападавших убиты[278].
- 7 марта 2016 года — в результате теракта в Пакистане погибли 17 человек[279].
- 27 марта 2016 года — смертник подорвался около детской площадки, погибли 72 человека, в том числе женщины и дети, ещё более 100 пострадали[280].
- 21 мая 2016 года — в результате авиаудара ВВС США убит лидер боевиков движения «Талибан» мулла Ахтар Мансур[281].
- 25 мая 2016 года — новым лидером движения «Талабан» стал Мулави Хайбатулла Ахунзада[282].
- 26 июля 2016 года — лидер группировки «Исламское государство» в Афганистане и Пакистане Хафиз Саид Хан был убит при авиаударе американских ВВС[283].
- 4 августа 2016 года — Один из ключевых командиров «Талибана» Мулла Хайрулла и четыре его телохранителя были убиты в провинции Кундуз на севере Афганистана[284].
- 8 августа 2016 года — 93 человека погибли, 120 ранены при взрыве в больнице[285].
- 17 августа 2016 года — Вследствие авиаударов по позициям исламистов «Талибана» на территории провинции Северный Вазиристан убиты не менее 50 боевиков, а также взорван склад с боеприпасами.
- 30 августа 2016 года — Четыре командира группировки «Сеть Хаккани», связанной с движением «Талибан», уничтожены в результате авиаударов ВВС США на востоке Афганистана. По данным агентства, также в ходе авиаударов убиты 120 боевиков.
- 1 сентября 2016 года — 12 человек были убиты и 52 ранены после взрыва двух бомб у здания районного суда на северо-западе Пакистана[286].
- 12 сентября 2016 года — в городе Ширкапур на юге Пакистана прогремел взрыв, передают местные издания. Согласно информации СМИ, в результате инцидента, по разным данным, пострадало от восьми до десяти человек. Сообщается, что смертник привёл в действие взрывное устройство рядом с группой собравшихся на молитву горожан[287].
- 16 сентября 2016 года — террорист-смертник ворвался во время молитвы в мечеть и привел в действие взрывное устройство. В результате теракта погибли 25 человек, более 30 пострадали[288].
- 25 сентября 2016 года — Один из высокопоставленных лидеров пакистанских талибов Азам Тарик, как полагают, был убит в афганской восточной провинции Пактика[289].
- 17 октября 2016 года — В результате взрыва бомбы у мечети в пакистанском городе Карачи погиб по меньшей мере один ребёнок и десятки людей ранены.
- 24 октября 2016 года — неизвестные с оружием ворвались в центр подготовки полицейских в городе Кветта — столице провинции Белуджистан, Пакистан, — и захватили заложников. Погибли 59 человек, около 100 раненых[290].
- 12 ноября 2016 года — По меньшей мере 52 человека погибли, более 100 пострадали в результате взрыва в мавзолее Шаха Нурани в провинции Белуджистан на юге Пакистана[291].
- 4 декабря 2016 года — В пакистанской «зоне племён» уничтожены по меньшей мере 12 предполагаемых террористов.
- 8 декабря 2016 года — Власти Пакистана почти очистили область Северного Вазиристана от террористических группировок[292].

### 2017
- 4 января 2017 года — взрыв прогремел в пакистанском городе Дера-Исмаил-Хан, расположенном в провинции Хайбер-Пахтунхва на северо-западе страны. В результате атаки пострадали 19 человек[293].
- 5 января 2017 года — Взрыв в больнице на юго-западе Пакистана. Погибли 42 человека.
- 12 января 2017 года — В результате взрыва в переполненной суфийской мечети в пакистанском Белуджистане погибли как минимум 30 человек.
- 18 января 2017 года — Лидер «Лашкар-е Джангви» Асиф Чоту убит в ходе спецоперации в провинции Пенджаб в Пакистане[294].
- 20 января 2017 года — Теракт в Пакистане унес жизни 25 человек.
- 15 февраля 2017 года — Теракт в Пакистане — четверо погибших.
- 16 февраля 2017 года — Не менее 74 человек погибли и около 200 были ранены в результате теракта-самоубийства в суфийской мечети в городе Сехван на юге Пакистана[295].
- 20 февраля 2017 года — в результате серии воздушных ударов были убиты десятки боевиков близ границы с Афганистаном.
- 21 февраля 2017 года — Террористы-смертники напали на суд в Пакистане: 8 погибших[296].
- 31 марта 2017 года — Теракт у шиитской мечети Пакистана: 24 погибших, 90 раненых[297].
- 4 апреля 2017 года — В Пакистане подорвался смертник, погибли шесть человек.
- 23 апреля 2017 года — В Пакистане из-за подрыва бомбы погибли 4 военнослужащих.
- 24 апреля 2017 года — Теракт в Пакистане: убиты 10 человек[298].
- 27 апреля 2017 года — Ударом беспилотника в Пакистане убито несколько талибов.
- 29 апреля 2017 года — Боевики ИГ убили лидера «Талибана» в Пакистане[299].
- 12 мая 2017 года — ИГ взяло на себя ответственность за теракт с 25 жертвами в Пакистане[300].
- 9 июня 2017 года — Двое заложников из КНР казнены боевиками в Пакистане.
- 23 июня 2017 года — В результате терактов в Пакистане погибли 85 человек[301].
- 24 июля 2017 года — Теракт в Пакистане. Погибли не менее 25 человек[302].
- 29 июля 2017 года — Теракт в Пакистане убил четырёх человек.
- 7 августа 2017 года — Из-за теракта в Пакистане пострадали 39 человек, 1 скончался. Три террориста-смертника были убиты в районе Мачар в пакистанском Карачи[303].
- 12 августа 2017 года — Теракт в Пакистане: 15 погибших, 40 раненых[304].
- 15 августа 2017 года — Жертвами 2 терактов в Пакистане стали 7 человек[305].
- 15 сентября 2017 года — В Пакистане уничтожены три боевика Талибан.
- 17 сентября 2017 года — В Пакистане взорвалась бомба: чиновник и 6 полицейских погибли.
- 5 октября 2017 года — В Пакистане не менее 18 человек погибли в результате нападения на суфийский храм на юго-западе страны[306].
- 9 октября 2017 года — Теракт в Пакистане — 5 человек погибли.
- 13 октября 2017 года — В результате обстрела, осуществленного террористами, в Пакистане был убит один сотрудник полиции.
- 17 октября 2017 года — Теракт на юге Пакистана: убиты 7 человек[307].
- 21 октября 2017 года — была начата спецоперация, в ходе которой было убито восемь террористов, в том числе лидер организации Абдулла Хашми[308].
- 9 ноября 2017 года — По меньшей мере трое полицейских погибли в результате теракта в Пакистане.
- 24 ноября 2017 года — Высокопоставленный сотрудник полиции Пакистана Мохаммед Ашраф Нур погиб во время террористического акта[309].
- 1 декабря 2017 года — Террористы совершили нападение на университет в Пакистане. Погибло 15 человек, 36 ранены[310].
- 5 декабря 2017 года — В Пакистане при взрыве заминированного мотоцикла погибли 9 человек[311].
- 12 декабря 2017 года — По меньшей мере два сотрудника службы безопасности Пакистана погибли во время нападения террористов.
- 17 декабря 2017 года — Девять человек погибли при атаке боевиков на церковь в Пакистане[312].

### 2018
- 9 января 2018 года — На юго-западе Пакистана в городе Кветта произошёл теракт, вследствие чего погибли шесть человек, ещё 17 человек ранены[313].
- 15 января 2018 года — Боевики атаковали конвой в Пакистане. В результате нападения погибли шестеро военнослужащих, ещё четверо получили ранения разной тяжести[314].
- 30 января 2018 года — В результате взрыва мины в Пакистане погибли восемь человек.
- 3 февраля 2018 года — В результате теракта на севере Пакистана 11 военнослужащих погибли, 13 получили ранения[315].
- 7 февраля 2018 года — По меньшей мере двое служащих сил безопасности погибли, ещё четверо были ранены при нападении на их автомобиль на северо-западе Пакистана в зоне племён Северный Вазиристан[316].
- 8 февраля 2018 года — Погиб лидер пакистанского филиала «Талибана» Хан Саид[317]. Семеро боевиков были убиты ударом беспилотника в деревне Горвак в пакистанской провинции Северный Вазиристан.
- 12 февраля 2018 года — В Северном Вазиристане американским беспилотником убит заместитель командира движения «Талибан» Халид Мехсуд. На его место предводитель пакистанских талибов Мулла Фазлулла назначил другого представителя организации — Муллу Нур Вали.
- 14 февраля 2018 года — Талибы устроили засаду в пакистанском городе Кветта и расстреляли четверых пакистанских военнослужащих, осуществлявших патрулирование городских кварталов.
- 8 марта 2018 года — В результате удара американского беспилотника в провинции Кунар на востоке Афганистана был убит Абдулла Фазлулла. Убитый являлся сыном лидера террористической организации «Техрик-и-талибан Пакистан» («Движение талибов Пакистана») Муллы Фазлуллы[318].
- 14 марта 2018 года — Как минимум шесть человек погибли в результате теракта в Пакистане[319].
- 15 марта 2018 года — Теракт в Пакистане унес жизни как минимум 9 человек[320].
- 24 апреля 2018 года — 15 человек стали жертвами двойного теракта в Пакистане[321].
- 26 апреля 2018 года — По меньшей мере три человека погибли и 30 получили ранения в результате взрыва самодельного взрывного устройства (СВУ) во время свадебной церемонии в северном Пакистане.
- 11 мая 2018 года — Теракт произошёл в одном из отелей города Пешавар. Пять человек погибли, ещё двое ранены. Также в результате взрыва на северо-западе Пакистана погиб сотрудник правопорядка.
- 13 мая 2018 года — В Пакистане талибы напали на армейский патруль, есть погибшие.
- 30 мая 2018 года — Террористы взорвали военный конвой в Пакистане.
- 4 июня 2018 года — В результате обстрела в Кашмире погибли трое индийских военных.
- 14 июня 2018 года — Убит лидер «Талибан» Мулла Фазлулла[322].
- 23 июня 2018 года — Пакистанские талибы избрали нового лидера. Им стал муфтий Нура Вали Мехсуда, а муфтий Мазахама (муфтия Хазратас) стал его заместителем[323].
- 4 июля 2018 года — Дрон США убил лидера боевиков в Северном Вазиристане[324].
- 10 июля 2018 года — В результате теракта в Пакистане погибли 20 человек[325].
- 13 июля 2018 года — В результате теракта в Пакистане погибли 140 человек[326].
- 25 июля 2018 года — В Пакистане в результате теракта погибли более 30 человек[327].
- 13 сентября 2018 года — Трое пакистанских военных погибли в бою с талибами[328].
- 14 сентября 2018 года — В результате террористического акта на юго-западе Пакистана погибли три сотрудника правоохранительных органов, двое получили ранения[329].
- 22 сентября 2018 года — В Пакистане семь силовиков погибли при столкновении с боевиками[330].
- 24 сентября 2018 года — В пакистанском Северном Вазиристане проходит контртеррористическая операция. Во время боевых действий в нескольких частях региона погибли семеро военнослужащих. В то же время было убито 9 боевиков. По словам представителей вооружённых сил, территория проведения операции была полностью зачищена от террористов.[331]
- 18 ноября 2018 года — В Пакистане в результате двух терактов погибли пять человек.
- 22 ноября 2018 года — Полиция Пакистана убила трех террористов, совершивших нападение на консульство Китая в пакистанском городе Карачи, в результате которого погибли два полицейских[332].
- 23 ноября 2018 года — Теракт в Пакистане: 35 убитых, более 40 раненых[333].
- 9 декабря 2018 года — В результате теракта в Пакистане ранены шесть человек.

### 2019
- 5 февраля 2019 года — В пакистанском Южном Вазиристане уничтожены трое террористов.[334]
- 12 апреля 2019 года — Теракт в Пакистане: жертвами атаки стали не менее 16 человек.[335]
- 6 мая 2019 года — Боевики обстреляли несколько армейских автомобилей в Пакистане.
- 8 мая 2019 года — При теракте у мечети в Пакистане погибли 11 человек.[336]
- 13 мая 2019 года — Четверо полицейских погибли при взрыве в Пакистане.[337]
- 21 июля 2019 года — Семь человек погибли, 24 пострадали в результате вооружённой атаки на полицейский контрольно-пропускной пункт и взрыва в больнице в Пакистане.[338]
- 27 июля 2019 года — в результате двух нападений в пакистанских провинциях Северный Вазиристан и Белуджистан убиты как минимум 10 пакистанских военных[339].

### 2020
- 10 января 2020 года — Взрыв произошёл в мечети Пакистана. Погибли 15 человек, ещё 20 пострадали[340].
- 7 февраля 2020 года — В Афганистане убит ключевой лидер пакистанских талибов Халид Хаккани[341].
- 9 марта 2020 года — Военные Пакистана уничтожили двух террористов на северо-западе страны.
- 11 апреля 2020 года — Семь террористов и два солдата погибли при столкновении на северо-западе Пакистана.
- 14 апреля 2020 года — Два террориста и один солдат убиты в результате столкновения на северо-западе Пакистана.
- 11 июня 2020 года — Двое военных погибли из-за взрыва на северо-западе Пакистана[342].
- 12 июля 2020 года — Четверо пакистанских военных погибли при столкновении с боевиками в ходе антитеррористической операции в округе Северный Вазиристан на границе с Афганистаном, были убиты четыре террориста[343].
- 4 сентября 2020 года — Трое военнослужащих армии Пакистана убиты при подрыве самодельного взрывного устройства, установленного террористами на одной из дорог в Южном Вазиристане.
- 13 сентября 2020 года — При попытке прорыва, лидер террористов Иса Улла, также известный как Иса Санрай, вместе с тремя другими террористами, были убиты в ходе разведывательной операции в районе Вазиристана[344].
- 5 октября 2020 года — В Пакистане в ходе операции силовиков убиты двое боевиков.
- 15 октября 2020 года — в Пакистане 12 сотрудников служб безопасности погибли в двух терактах[345].
- 23 ноября 2020 года — Военные Пакистана убили четырёх террористов.

### 2021
- 23 августа 2021 года — В Пакистане, в районе Северный Вазиристан, граничащим с Афганистаном, боевики сепаратисткой группировки установили самодельную мину, на которой подорвался автомобиль с пакистанским офицером[346].
- 8 сентября 2021 года — двое пакистанских солдат погибли в пограничном с Афганистаном округе Северный Вазиристан при взрыве самодельного взрывного устройства[347].
- 14 сентября 2021 года — Один полицейский погиб, ещё четверо получили ранения при нападении террориста-смертника на сотрудников правоохранительных органов Пакистана в районе Южный Вазиристан на северо-западе страны.
- 16 сентября 2021 года — В округе Южный Вазиристан в Пакистане в перестрелке с террористами погибли 7 военнослужащих, убиты 5 боевиков[348].
- 20 сентября 2021 года — Пакистанские силовики убили Сафиуллу, командира группировки «Техрик-и Талибан Пакистан»[349].
- 30 сентября 2021 года — В Пакистане, в округе Дера-Исмаил-Хан убит один из лидеров группировки «Техрик-и-Талибан Пакистан» Хаваза Дин[350].
- 22 октября 2021 года — Не менее двух военных и одного террориста погибли в результате перестрелки в провинции Хайбер-Пахтунхва на северо-западе Пакистана[351].
- 9 декабря 2021 года — Движение «Техрик-и-Талибан Пакистан» отказалось продлевать прекращение огня с Пакистаном[352].

### 2022
- 4 марта 2022 года — В Пакистане при взрыве в шиитской мечети в городе Пешавар погибли 63 человека, ещё 196 получили ранения. Взрыв был устроен террористом-смертником, ответственность за взрыв взяла исламская террористическая организация «Вилаят Хорасан»[353].
- 8 марта 2022 года — Пакистанские силовики ликвидировали троих террористов, причастных к взрыву в мечети[354].
- 8 августа 2022 года — ликвидирован лидер пакистанских талибов Омара Халида Хорасани[355].
- 30 ноября 2022 года — В Пакистане не менее двух человек погибли при атаке террориста-смертника[356].
- 23 декабря 2022 года — В столице Пакистана Исламабад прогремел мощный взрыв, в результате которого погиб полицейский[357].
- 29 декабря 2022 года — Пакистанская армия решила ликвидировать местное ответвление афганских талибов «Техрик-и-Талибан Пакистан» из-за серии совершенных ими терактов. Радикалы разорвали шестимесячное соглашение о прекращении огня с правительством и возобновили нападения, в основном направленные против сил безопасности[358].

### 2023
- 30 января 2023 года — Теракт в шиитской мечети в Пешаваре унёс жизни по меньшей мере 100 человек, более 200 получили ранения[359].
- 17 февраля 2023 года — боевики напали на полицейский участок в центре города Карачи. В результате нападения по меньшей мере пять человек погибли (в том числе два полицейских, два рейнджера и один гражданский) и ещё 14 получили ранения[360].

## Потери
По данным британского Бюро журналистских расследований, с июня 2004 года по сентябрь 2012 года в Пакистане в результате атак БПЛА было убито до 3325 человек. Из них до 881 человек были мирными жителями, в том числе 176 детей

Согласно подсчету Reuters, американские войска, размещенные на территории Афганистана, в 2008 году нанесли около 30 ракетных ударов по территории Пакистана. Погибли 220 человек.
Как отмечает британская корпорация BBC, всего с августа 2008 года в результате подобных ударов погибли 340 человек. На 1 апреля 2009 год.
За последние[какие?] два с половиной года от рук исламистов в Пакистане погибли 2670 человек.
Главной жертвой террористов в 2009 году стал Пакистан.